# Oximetazolin
Az oximetazolin egy szimpatomimetikus amin, vasoconstrictiv és ezáltal nyálkahártya-duzzanatot csökkentő hatása van.
Orrnyílásokon át való alkalmazása után csökken a gyulladt orrnyálkahártya duzzanata, megszűnik a fokozott váladékelválasztás, ezáltal újra lehetségessé válik a normális orrlégzés. Kitágulnak és átjárhatóvá válnak az orrmelléküregek kivezető járatai, a nyálkahártya-duzzanat csökkenése következtében szabadon nyílik a tuba auditiva. Mindezek a hatások megkönnyítik a váladék eltávozását és a fertőzések leküzdését.

## Farmakokinetikai tulajdonságok
Hatása az alkalmazást követő néhány percen belül jelentkezik és átlagosan 6-8 órán át tart.
Izotóppal jelölt oximetazolinnal végzett vizsgálatok bizonyították, hogy az intranasalisan adott orrnyálkahártyára ható szereknek nincs szisztémás hatása. Egészséges önkénteseken végzett kettős vak vizsgálatok során 1,8 mg oximetazolin (3,6 ml 0,05%-os oldatnak felel meg) per os alkalmazása után nem specifikus EKG változásokat figyeltek meg, azonban sem a vérnyomás, sem a pulzusszám nem változott a fenti mennyiség hatására.
Az ajánlottnál magasabb dózisok intranasalis alkalmazását követően az abszorbeált mennyiség szisztémás cardiovascularis hatásokat eredményezhet. Ilyen esetekben ritkán az orrnyálkahártyán át abszorbeált mennyiség elegendő lehet központi idegrendszeri szisztémás hatások kiváltásához.
Humán intranasalis alkalmazás mellett a terminális eliminációra számított felezési idő 35 óra.
A bevitt hatóanyag 2,1%-a a veséken át választódik ki, 1,1%-a a széklettel ürül.
Nincs adat az oximetazolin emberi szervezetben történő megoszlására vonatkozóan.

## Készítmények
- Nasivin (Merck)
- Afrin (MSD Pharma)
- Nasopax (Actavis-Allergan)